# Municipio de Sugar Creek (condado de Allen)
El municipio de Sugar Creek (en inglés: Sugar Creek Township) es un municipio ubicado en el condado de Allen en el estado estadounidense de Ohio. En el año 2010 tenía una población de 1283 habitantes y una densidad poblacional de 20,46 personas por km².

## Geografía
El municipio de Sugar Creek se encuentra ubicado en las coordenadas 40°49′27″N 84°10′26″O / 40.82417, -84.17389. Según la Oficina del Censo de los Estados Unidos, el municipio tiene una superficie total de 62.71 km², de la cual 62,4 km² corresponden a tierra firme y (0,49 %) 0,31 km² es agua.

## Demografía
Según el censo de 2010, había 1283 personas residiendo en el municipio de Sugar Creek. La densidad de población era de 20,46 hab./km². De los 1283 habitantes, el municipio de Sugar Creek estaba compuesto por el 98,05 % blancos, el 0,55 % eran afroamericanos, el 0,08 % eran asiáticos, el 0,55 % eran de otras razas y el 0,78 % eran de una mezcla de razas. Del total de la población el 1,17 % eran hispanos o latinos de cualquier raza.